# Brokesie růžkatá
Brokesie růžkatá, též brokesie Kuhlova, Brookesia superciliaris, je drobný ještěr blízce příbuzný chameleonům. Je to endemit Madagaskaru, žije pouze v nížinném deštném lese na východním pobřeží ostrova.
Má válcovité, protažené a jen mírně zploštělé tělo s kratším ocasem a krátkými tenkými nožkami. Prsty má srostlé v klíšťky, na hrudních končetinách srůstají tři vnější a dva vnitřní prsty, na pánevních je tomu naopak. Přilba tvoří dva výrazné rohy, výběžky tvaru trojbokého jehlanu, jejichž základna je nad očima a vrchol směřuje nahoru, dopředu a mírně do stran. Hřbetní hřeben je nevýrazný, hrdelní hřeben je tvořený několika ostny. Schopnost barvoměny je omezená, brokesie růžkatá je zbarvená v různých odstínech hnědi, celý živočich tvarem i barvou připomíná suchý list. Dospělý jedinec dorůstá délky až 10 cm.
Je vázána na vlhké pralesy východního Madagaskaru, s horkými a vlhkými léty a s chladnými zimami. Vyskytuje se v nadmořských výškách 650–1250 m n. m. Je aktivní přes den, kdy si hledá potravu v listové hrabance, nocuje na nízké vegetaci. Je to samotářské zvíře, zvláště samci jsou vůči sobě agresivní. Páří se po setmění. Brokesie růžkatá je vejcorodá, březost trvá 40 dní, pak samice do tunýlku vyhrabaného v půdě naklade 2-5 vajec. Inkubace trvá 65 dní.
Brokesii růžkatou je možno chovat v párech v pralesním teráriu o rozměrech minimálně 50x60x60 cm. Vhodným substrátem je zahradní zemina pokrytá mechem, kousky kůry a suchým listím, terárium je dále vhodné osadit menšími popínavými rostlinami a doplnit tenčími větvemi ke šplhání. Podobně i stěny je dobré olepit kůrou či korkem. V létě je potřeba terárium vyhřívat na 24-25 °C s nočním poklesem na 20-22 °C, v zimě se teplota snižuje na 15-20 °C během dne a 10-15 °C v noci. Rosení stačí 1× denně.
V zajetí se krmí hmyzem přiměřené velikosti, malými cvrčky, zavíječi a jejich larvami, stínkami nebo mouchami.